# Dicró
Dicró, nome artístico de Carlos Roberto de Oliveira (Nova Iguaçu, 14 de fevereiro de 1946 – Magé, 25 de abril de 2012), foi um cantor e compositor brasileiro de sambas satíricos. Ao lado de Moreira da Silva, Osmar do Breque, Germano Mathias e Bezerra da Silva, é considerado um dos principais sambistas da linha. Seu grande amigo Jovelino conhecido como Jovem foi o primeiro a ouvir sua música humorística. Entre suas letras bem-humoradas, destacam-se aquelas em que ele falava mal da própria sogra.

## Biografia
Filho da ialorixá Nilcelina Gomes Ferreira, Dicró cresceu na favela do bairro de Jacutinga, na cidade de Mesquita. Desde cedo frequentava as rodas de samba organizadas por sua mãe em seu próprio terreiro. Eventualmente tornou-se compositor, integrando a ala das escolas de samba Beija-Flor, em Nilópolis, e Grande Rio, em Duque de Caxias. É dessa época o surgimento do apelido Dicró. De acordo com o poeta Sérgio Fonseca, os sambas da autoria de Carlos Roberto eram impressos com as iniciais de seu nome, "CRO". Com o tempo, a pronúncia e os erros tipográficos, o "De CRO" mudou para "Di CRO", para no fim se tornar "DICRÓ". Em 1991, estreou como dramaturgo com o texto "O dia em que eu morri". Durante o governo de Anthony Garotinho no Rio de Janeiro, foi um dos principais incentivadores da criação do Piscinão de Ramos.
Compôs diversas músicas para o projeto, passando a ser considerado "Prefeito do Piscinão". Manteve um trailer no local, que se tornou ponto de encontro de sambistas e grupos de pagode. No começo de 2010, assinou contrato com a Rede Globo para apresentar um quadro no programa Fantástico. Portador de diabetes, passou a enfrentar na mesma época sérios problemas de saúde. No dia 25 de abril de 2012, voltando para casa após uma sessão de hemodiálise, sentiu-se mal, vindo a ser internado em um hospital de Magé. Morreu poucas horas depois, em decorrência de um infarto. Foi sepultado no dia seguinte no Cemitério Parque Jardim de Mesquita, na Baixada Fluminense.

## Discografia
- O Último Malandro (2007)
- Dicró no piscinão (2002)
- O gozador (1999)
- Bezerra, Moreira e Dicró - Os 3 Malandros In Concert (1995) (com Moreira da Silva e Bezerra da Silva)
- O bingo da sogra (1994)
- Mister dicró (1988)
- Duro na queda (1986)
- Funeral do Ricardão (1984)
- Bocada (1983) - Compacto
- O professor (1981)
- Dicró (1980)
- Dicró (1979)
- Barra pesada (1978)
- A hora e a vez do samba (1977)